# علی‌اکبرخان شاهی
علی‌اکبرخان شاهی هنرمندی از عصر قاجاریه بود که نوازندگی سنتور را نزد محمدصادق خان یادگرفت.
علی اکبرخان شاهی ابتدا با نام میرزا علی اکبر، برای کامران میرزا، نایب‌السلطنهٔ ناصرالدین شاه، سنتور می‌نواخت. اما ظل‌السلطان برادر نایب‌السلطنه او را به دستگاه خود فراخواند. علی‌اکبرخان ن‍پذیرفته و راه اصفهان را در پیش گرفت. نایب‌السلطنه دستور داد که علی‌اکبرخان به نزد او برگردد علی‌اکبرخان در صحن حرم حضرت معصومه بست نشست. وقتی شاه از دعوای دو شاهزاده با خبر شد علی‌اکبرخان را به نزد خود خواند، و از آن پس میرزا علی‌اکبر به نام علی اکبرخان شاهی معروف شد. ابوالحسن صبا در نزد او آموزش موسیقی گرفته‌است.
از علی اکبرخان شاهی صفحاتی به‌جا مانده که در مجموعه گنج سوخته و گلبانگ سربلندی منتشر شده‌است.
درگذشت علی‌اکبر خان در تهران بوده و قبر او در قبرستان چهارده معصوم (ع) حوالی میدان شوش کنونی است.